# Hallelujah (album de Canned Heat)
Pour les articles homonymes, voir Alléluia (homonymie).
Albums de Canned Heat
Living the Blues
(1968) Future Blues (album de Canned Heat)
(1970)
Hallelujah, sorti en 1969, est le quatrième album du groupe de blues rock américain Canned heat. 
Hallelujah a été réédité sur CD en 2001 par MAM productions avec quatre titres bonus. C'est le dernier album enregistré par la formation classique no 1 du groupe, car Henry Vestine quittera le groupe avant Future Blues. 

## Liste des pistes

### Face A
1. Same All Over – 2:51
2. Change My Ways (Alan Wilson) – 2:47
3. Canned Heat (Robert Hite, Jr. – en réalité par Tommy Johnson) – 4:22
4. Sic 'em Pigs (Robert Hite, Jr.; Booker T. White) – 2:41
5. I'm Her Man (A. Leigh – en réalité par Bob Hite[1]) – 2:55
6. Time Was (Alan Wilson)> – 3:21

### Face B
1. Do Not Enter (Alan Wilson) – 2:50
2. Big Fat (The Fat Man) (Dave Bartholomew, Fats Domino; adapté par Robert Hite, Jr.) – 1:57
3. Huautla (V. Wolf – en réalité par Fito de la Parra[1]) – 3:33
4. Get Off My Back (Alan Wilson) – 5:10
5. Down in the Gutter, But Free – 5:37

### Titres bonus de la version CD de 2001
1. Time Was – single version (Wilson) – 2:34
2. Low Down – 2:30
3. Poor Moon (Wilson) – 2:43
4. Sic 'em Pigs – single version (Hite, White) – 1:54

## Personnel
Canned Heat
- Bob Hite – chant, harmonica (piste 8)
- Alan Wilson – guitare slide, chant, harmonica, sifflement (piste 2)
- Henry Vestine – guitare slide, messade d'intérêt public (piste 4), basse (piste 11)
- Larry Taylor – basse, guitare (piste 11)
- Fito de la Parra – batterie

Musiciens supplémentaires
- Ernest Lane – piano (piste 1)
- Mark Naftalin – orgue, piano (pistes 5, 11)
- Javier Batiz – chœurs (piste 1)
- Skip Diamond – chœurs (pistes 1, 11)
- Elliot Ingber – chœurs (pistes 1, 11)
- Mike Pacheco – bongos et congas (piste 9)

Production
- Producteurs : Skip Taylor et Canned Heat
- Ingénieur du son : Richard Joseph Moore
- Enregistré au I. D. Sound Recorders, Hollywood, Californie
janvier - mai 1969